# Twenty Years
Twenty Years è un singolo del gruppo musicale britannico Placebo, il secondo estratto dalla raccolta Once More with Feeling: Singles 1996-2004, pubblicato il 18 ottobre 2004.
La canzone è stata eseguita dalla band durante l'esibizione al concerto di Parigi del Live 8 nel 2005, aggiungendo un intermezzo strumentale di otto minuti.
In Australia Twenty Years si è piazzata al 95º posto della lista delle migliori 100 canzoni del 2004 compilata dalla radio Triple J.

## Tracce
Testi e musiche dei Placebo e Paul Campion, eccetto dove indicato.
CD
1. Twenty Years - 4:19
2. Twenty Years (Fathom Remix) - 3:45

Vinile 7"
1. Twenty Years - 4:19
2. Detox Five - 2:51 (Placebo)

CD maxi
1. Twenty Years - 4:19
2. Detox Five - 2:51 (Placebo)
3. Twenty Years (Osymyso's Birthday Mix) - 6:04
4. Twenty Years (Music Video) - 3:21

## Classifiche
| Classifica (2004) | Posizione massima |
| ----------------- | ----------------- |
| Austria           | 59                |
| Belgio (Vallonia) | 17                |
| Francia           | 54                |
| Germania          | 52                |
| Italia            | 20                |
| Spagna            | 4                 |
| Regno Unito       | 18                |
| Svizzera          | 50                |